# 福島県立川俣高等学校
福島県立川俣高等学校（ふくしまけんりつ かわまたこうとうがっこう）は、福島県伊達郡川俣町に所在する県立高等学校。

## 設置学科
- 全日制課程　
  - 普通科
  - 機械科

嘗ては定時制課程も開設されていた。

## 沿革

### 旧・福島県立川俣工業学校
- 1908年 - 川俣町立染織補習学校が設立される。
- 1922年 - 県へ移管、福島県立川俣染織学校となる。
- 1928年 - 福島県立川俣工業学校に改称。

### 旧・川俣高等女学校
- 1909年 - 川俣尋常高等小学校に裁縫補習科が附設される。
- 1917年 - 福島県川俣実科高等女学校となる。
- 1943年 - 福島県川俣高等女学校に改称。

### 福島県立川俣高等学校
- 1948年 - 学制改革に伴い、旧制川俣工業学校と川俣高女が合併の上男女共学校の福島県立川俣高等学校となる。
- 1962年 - 定時制課程の山木屋分校を廃止。
- 1969年 - 現所在地へ移転を完了する。
- 1985年 - 色染化学科と繊維工学科の募集を停止し、代わりに繊維工業科と電子科を設置する。
- 1987年 - 定時制課程普通科の募集を停止する。
- 1991年 - 繊維工業科の募集を停止し、代わりに高分子技術科を設置する。
- 2000年 - 高分子技術科の募集を停止する。
- 2003年 - 電子科の募集を停止する。

## 部活動
部活動は主に重量挙げが有名。また、フェンシングも近年成長を遂げている。

## 交通
- JR福島駅よりJRバス東北福浪線利用、川俣高校前バス停（終点）下車。
- JR原ノ町駅より福島交通南相馬 - 川俣・福島線利用、川俣高校前バス停下車。
※川俣営業所 - 福島駅東口間のみの利用はできない。また川俣町内のみの乗車もできない[1]。

## 著名な出身者
齋藤隆行

スタジオディーン　アニメーションプロデューサー